# TRNA(グアニン-N1-)-メチルトランスフェラーゼ
tRNA(グアニン-N1-)-メチルトランスフェラーゼ (tRNA (guanine-N1-)-methyltransferase) は、次の化学反応を触媒する酵素である。
S-アデノシル-L-メチオニン + tRNA {\displaystyle \rightleftharpoons } S-アデノシル-L-ホモシステイン + tRNA含有N1-メチルグアニン
ゆえに、この酵素の基質はS-アデノシル-L-メチオニンとtRNA、生成物はS-アデノシル-L-ホモシステインとtRNA含有N1-メチルグアニンである。
この酵素は転移酵素、特に1炭素基メチルトランスフェラーゼに属する。系統名はS-adenosyl-L-methionine:tRNA (guanine-N1-)-methyltransferaseで、別名にtransfer ribonucleate guanine 1-methyltransferase、tRNA guanine 1-methyltransferaseおよびS-adenosyl-L-methionine:tRNA (guanine-1-N-)-methyltransferaseがある。

## 構造学
2007年の時点で6種の三次構造が明らかになっており、PDBの1OY5、1P9P、1UAJ、1UAK、1UALおよび1UAMにコードされている。

## 配置転換
2011年にEC 2.1.1.221のtRNA(グアニン9-N1)-メチルトランスフェラーゼおよびEC 2.1.1.228のtRNA (グアニン37-N1)-メチルトランスフェラーゼに振り分けられた。